# Brennania
Brennania é um género de dípteros da família Tabanidae.
Este género contém as seguintes espécies:
- Brennania belkini (Philip, 1966)
- Brennania hera (Osten Sacken, 1877)